# Fernando Diniz
Fernando Diniz Silva (Patos de Minas, 27 marzo 1974) è un allenatore di calcio ed ex calciatore brasiliano, di ruolo centrocampista, tecnico del Vasco da Gama.

## Carriera

### Allenatore
Dopo aver allenato nelle serie inferiori del calcio brasiliano, nel gennaio 2018 è chiamato alla guida dell'Athl. Paranaense, club militante in Série A, guidandolo per sei mesi prima di venire esonerato a giugno dello stesso anno.
Dopo una breve esperienza al Fluminense da dicembre 2018 ad agosto 2019, il 27 settembre dello stesso anno diventa il tecnico del San Paolo, restandovi fino a febbraio 2021. Seguono due esperienze, una al Santos e una al Vasco da Gama.
Il 30 aprile 2022 torna sulla panchina del Fluminense. Il 4 novembre 2023 vince la Coppa Libertadores, la prima a livello personale e di club, contro il Boca Juniors.
Il 4 luglio 2023 è nominato commissario tecnico ad interim della nazionale brasiliana. Il 6 gennaio 2024 dopo appena sei partite e con i verdeoro al sesto posto nel girone per i Mondiali 2026 viene esonerato. Chiude la sua esperienza totalizzando 2 vittorie, 1 pareggio e 3 sconfitte.
Il 24 giugno 2024 lascia la panchina della Tricolor, venendo sostituito dal suo vice Marcão.

## Statistiche

### Statistiche da allenatore

#### Club
In grassetto le competizioni vinte.
| Stagione          | Squadra           | Campionato        | Campionato | Campionato | Campionato | Campionato | Coppe nazionali | Coppe nazionali | Coppe nazionali | Coppe nazionali | Coppe nazionali | Coppe continentali | Coppe continentali | Coppe continentali | Coppe continentali | Coppe continentali | Altre coppe | Altre coppe | Altre coppe | Altre coppe | Altre coppe | Totale | Totale | Totale | Totale | % Vittorie | Piazzamento   |
| Stagione          | Squadra           | Comp              | G          | V          | N          | P          | Comp            | G               | V               | N               | P               | Comp               | G                  | V                  | N                  | P                  | Comp        | G           | V           | N           | P           | G      | V      | N      | P      | %          | Piazzamento   |
| ----------------- | ----------------- | ----------------- | ---------- | ---------- | ---------- | ---------- | --------------- | --------------- | --------------- | --------------- | --------------- | ------------------ | ------------------ | ------------------ | ------------------ | ------------------ | ----------- | ----------- | ----------- | ----------- | ----------- | ------ | ------ | ------ | ------ | ---------- | ------------- |
| 2009              | Votoraty          | A3/SP             | 27         | 15         | 7          | 5          | CP              | 26              | 14              | 5               | 7               | -                  | -                  | -                  | -                  | -                  | -           | -           | -           | -           | -           | 53     | 29     | 12     | 12     | 54,72      | 1° (prom.)    |
| 2010              | Votoraty          | A2/SP             | 19         | 8          | 5          | 6          | CB              | 4               | 1               | 0               | 3               | -                  | -                  | -                  | -                  | -                  | -           | -           | -           | -           | -           | 23     | 9      | 5      | 9      | 39,13      | 9°            |
| Totale Votoraty   | Totale Votoraty   | Totale Votoraty   | 46         | 23         | 12         | 11         |                 | 30              | 15              | 5               | 10              |                    | -                  | -                  | -                  | -                  |             | -           | -           | -           | -           | 76     | 38     | 17     | 21     | 50,00      |               |
| 2010              | Paulista          | -                 | -          | -          | -          | -          | CP              | 26              | 13              | 7               | 6               | -                  | -                  | -                  | -                  | -                  | -           | -           | -           | -           | -           | 26     | 13     | 7      | 6      | 50,00      | 1°            |
| 2011              | Paulista          | A1/SP             | 6          | 2          | 2          | 2          | -               | -               | -               | -               | -               | -                  | -                  | -                  | -                  | -                  | -           | -           | -           | -           | -           | 6      | 2      | 2      | 2      | 33,33      | Eson.         |
| Totale Paulista   | Totale Paulista   | Totale Paulista   | 6          | 2          | 2          | 2          |                 | 26              | 13              | 7               | 6               |                    | -                  | -                  | -                  | -                  |             | -           | -           | -           | -           | 32     | 15     | 9      | 8      | 46,88      |               |
| 2011              | Botafogo-SP       | A1/SP             | 4          | 1          | 0          | 3          | -               | -               | -               | -               | -               | -                  | -                  | -                  | -                  | -                  | -           | -           | -           | -           | -           | 4      | 1      | 0      | 3      | 25,00      | Sub. eson.    |
| 2012              | Atlético Sorocaba | A2/SP             | 25         | 14         | 3          | 8          | CP              | 20              | 10              | 5               | 5               | -                  | -                  | -                  | -                  | -                  | -           | -           | -           | -           | -           | 45     | 24     | 8      | 13     | 53,33      | 3° (prom.)    |
| 2013              | Audax             | A2/SP             | 25         | 17         | 3          | 5          | CP              | 24              | 10              | 10              | 4               | -                  | -                  | -                  | -                  | -                  | -           | -           | -           | -           | -           | 49     | 27     | 13     | 9      | 55,10      | 3° (prom.)    |
| 2014              | Audax             | A1/SP             | 15         | 6          | 5          | 4          | -               | -               | -               | -               | -               | -                  | -                  | -                  | -                  | -                  | -           | -           | -           | -           | -           | 15     | 6      | 5      | 4      | 40,00      | 11°           |
| 2014              | Guaratinguetá     | C                 | 18         | 6          | 7          | 5          | -               | -               | -               | -               | -               | -                  | -                  | -                  | -                  | -                  | -           | -           | -           | -           | -           | 18     | 6      | 7      | 5      | 33,33      | 9°            |
| 2015              | Audax             | A1/SP             | 15         | 6          | 4          | 5          | -               | -               | -               | -               | -               | -                  | -                  | -                  | -                  | -                  | -           | -           | -           | -           | -           | 15     | 6      | 4      | 5      | 40,00      | 9°            |
| 2015              | Paraná            | B                 | 17         | 7          | 3          | 7          | -               | -               | -               | -               | -               | -                  | -                  | -                  | -                  | -                  | -           | -           | -           | -           | -           | 17     | 7      | 3      | 7      | 41,18      | Sub. eson.    |
| 2016              | Audax             | A1/SP             | 19         | 8          | 5          | 6          | -               | -               | -               | -               | -               | -                  | -                  | -                  | -                  | -                  | -           | -           | -           | -           | -           | 19     | 8      | 5      | 6      | 42,11      | 2°            |
| 2016              | Oeste             | B                 | 37         | 8          | 17         | 12         | -               | -               | -               | -               | -               | -                  | -                  | -                  | -                  | -                  | -           | -           | -           | -           | -           | 37     | 8      | 17     | 12     | 21,62      | Sub. 16°      |
| 2017              | Audax             | A1/SP             | 12         | 2          | 3          | 7          | CB              | 2               | 1               | 1               | 0               | -                  | -                  | -                  | -                  | -                  | -           | -           | -           | -           | -           | 14     | 3      | 4      | 7      | 21,43      | 16° (retr.)   |
| Totale Audax      | Totale Audax      | Totale Audax      | 86         | 39         | 20         | 27         |                 | 26              | 11              | 11              | 4               |                    | -                  | -                  | -                  | -                  |             | -           | -           | -           | -           | 112    | 50     | 31     | 31     | 44,64      |               |
| 2018              | Athl. Paranaense  | A                 | 12         | 2          | 3          | 7          | CB              | 7               | 2               | 4               | 1               | CS                 | 2                  | 1                  | 0                  | 1                  | -           | -           | -           | -           | -           | 21     | 5      | 7      | 9      | 23,81      | Eson.         |
| gen.-ago. 2019    | Fluminense        | A/RJ+A            | 15+15      | 7+3        | 4+3        | 4+9        | CB              | 8               | 4               | 3               | 1               | CS                 | 6                  | 4                  | 1                  | 1                  | -           | -           | -           | -           | -           | 44     | 18     | 11     | 15     | 40,91      | Eson.         |
| set.-dic. 2019    | San Paolo         | A                 | 17         | 8          | 4          | 5          | -               | -               | -               | -               | -               | -                  | -                  | -                  | -                  | -                  | -           | -           | -           | -           | -           | 17     | 8      | 4      | 5      | 47,06      | Sub. 6°       |
| 2020-gen. 2021    | San Paolo         | A1/SP+A           | 13+33      | 6+16       | 3+10       | 4+7        | CB              | 6               | 2               | 3               | 1               | CL+CS              | 6+2                | 2+1                | 1+0                | 3+1                | -           | -           | -           | -           | -           | 60     | 27     | 17     | 16     | 45,00      | Eson.         |
| Totale San Paolo  | Totale San Paolo  | Totale San Paolo  | 63         | 30         | 17         | 16         |                 | 6               | 2               | 3               | 1               |                    | 8                  | 3                  | 1                  | 4                  |             | -           | -           | -           | -           | 77     | 35     | 21     | 21     | 45,45      |               |
| mag.-set. 2021    | Santos            | A                 | 19         | 5          | 7          | 7          | CB              | 5               | 3               | 0               | 2               | CL+CS              | 3+4                | 1+2                | 0+1                | 2+1                | -           | -           | -           | -           | -           | 31     | 11     | 8      | 12     | 35,48      | Sub. Eson.    |
| set.-nov. 2021    | Vasco da Gama     | B                 | 12         | 4          | 3          | 5          | -               | -               | -               | -               | -               | -                  | -                  | -                  | -                  | -                  | -           | -           | -           | -           | -           | 12     | 4      | 3      | 5      | 33,33      | Sub. Eson.    |
| apr.-dic. 2022    | Fluminense        | A                 | 34         | 20         | 6          | 8          | CB              | 7               | 4               | 2               | 1               | CS                 | 3                  | 2                  | 1                  | 0                  | -           | -           | -           | -           | -           | 44     | 26     | 9      | 9      | 59,09      | Sub. 3°       |
| 2023              | Fluminense        | A/RJ+A            | 15+38      | 10+16      | 1+8        | 4+14       | CB              | 4               | 2               | 1               | 1               | CL                 | 13                 | 8                  | 3                  | 2                  | Cmc         | 2           | 1           | 0           | 1           | 72     | 37     | 13     | 22     | 51,39      | 7°            |
| 2024              | Fluminense        | A/RJ+A            | 13+11      | 6+1        | 4+3        | 3+7        | CB              | 2               | 2               | 0               | 0               | CL                 | 6                  | 4                  | 2                  | 0                  | RS          | 2           | 1           | 0           | 1           | 34     | 14     | 9      | 11     | 41,18      | Eson.         |
| Totale Fluminense | Totale Fluminense | Totale Fluminense | 141        | 63         | 29         | 49         |                 | 21              | 12              | 6               | 3               |                    | 28                 | 18                 | 7                  | 3                  |             | 4           | 2           | 0           | 2           | 194    | 95     | 42     | 57     | 48,97      |               |
| set.-dic. 2024    | Cruzeiro          | M1/MG+A           | 0+10       | 0+3        | 0+3        | 0+4        | CB              | -               | -               | -               | -               | CS                 | 4                  | 1                  | 2                  | 1                  | -           | -           | -           | -           | -           | 14     | 4      | 5      | 5      | 28,57      | Sub. 9º       |
| gen. 2025         | Cruzeiro          | M1/MG+A           | 3+0        | 1+0        | 1+0        | 1+0        | CB              | -               | -               | -               | -               | CS                 | -                  | -                  | -                  | -                  | -           | -           | -           | -           | -           | 3      | 1      | 1      | 1      | 33,33      | Eson.         |
| Totale Cruzeiro   | Totale Cruzeiro   | Totale Cruzeiro   | 13         | 4          | 4          | 5          |                 | -               | -               | -               | -               |                    | 4                  | 1                  | 2                  | 1                  |             | -           | -           | -           | -           | 17     | 5      | 6      | 6      | 29,41      |               |
| mag.-dic. 2025    | Vasco da Gama     | A                 | 6          | 2          | 0          | 4          | CB              | 1               | 0               | 1               | 0               | CS                 | 3                  | 1                  | 0                  | 2                  | -           | -           | -           | -           | -           | 10     | 3      | 1      | 6      | 30,00      | Sub. in corso |
| Totale carriera   | Totale carriera   | Totale carriera   | 505        | 210        | 127        | 168        |                 | 142             | 68              | 42              | 32              |                    | 52                 | 27                 | 11                 | 14                 |             | 4           | 2           | 0           | 2           | 703    | 307    | 180    | 216    | 43,67      |               |

#### Nazionale brasiliana
Statistiche aggiornate al 6 gennaio 2024.
| Squadra | Naz                | dal           | al             | Record | Record | Record | Record | Record | Record | Record | Record     |
| Squadra | Naz                | dal           | al             | G      | V      | N      | P      | GF     | GS     | DR     | % Vittorie |
| ------- | ------------------ | ------------- | -------------- | ------ | ------ | ------ | ------ | ------ | ------ | ------ | ---------- |
| Brasile | Brasile (bandiera) | 5 luglio 2023 | 6 gennaio 2024 | 6      | 2      | 1      | 3      | 8      | 9      | −1     | 33,33      |
| Totale  | Totale             | Totale        | Totale         | 6      | 2      | 1      | 3      | 8      | 9      | −1     | 33,33      |

#### Nazionale brasiliana nel dettaglio
| 2023             | Brasile        | Qual. Mondiale 2026 | Esonerato durante la fase | 6 | 2 | 1 | 3 | 33,33 | 8 | 9 | -1 |
| Dal 2023 al 2024 | Brasile        | Amichevoli          |                           | 0 | 0 | 0 | 0 | —     | 0 | 0 | 0  |
| Totale Brasile   | Totale Brasile | Totale Brasile      | Totale Brasile            | 6 | 2 | 1 | 3 | 33,33 | 8 | 9 | -1 |

#### Panchine da commissario tecnico della nazionale brasiliana
| Cronologia completa delle presenze e delle reti in nazionale ― Brasile | Cronologia completa delle presenze e delle reti in nazionale ― Brasile | Cronologia completa delle presenze e delle reti in nazionale ― Brasile | Cronologia completa delle presenze e delle reti in nazionale ― Brasile | Cronologia completa delle presenze e delle reti in nazionale ― Brasile | Cronologia completa delle presenze e delle reti in nazionale ― Brasile | Cronologia completa delle presenze e delle reti in nazionale ― Brasile | Cronologia completa delle presenze e delle reti in nazionale ― Brasile |
| Data                                                                   | Città                                                                  | In casa                                                                | Risultato                                                              | Ospiti                                                                 | Competizione                                                           | Reti                                                                   | Note                                                                   |
| ---------------------------------------------------------------------- | ---------------------------------------------------------------------- | ---------------------------------------------------------------------- | ---------------------------------------------------------------------- | ---------------------------------------------------------------------- | ---------------------------------------------------------------------- | ---------------------------------------------------------------------- | ---------------------------------------------------------------------- |
| 8-9-2023                                                               | Belém                                                                  | Brasile                                                                | 5 – 1                                                                  | Bolivia                                                                | Qual. Mondiali 2026                                                    | Rodrygo (x2) Raphinha Neymar (x2)                                      | Cap: Casemiro                                                          |
| 12-9-2023                                                              | Lima                                                                   | Perù                                                                   | 0 – 1                                                                  | Brasile                                                                | Qual. Mondiali 2026                                                    | Marquinhos                                                             | Cap: Casemiro                                                          |
| 12-10-2023                                                             | Cuiabá                                                                 | Brasile                                                                | 1 – 1                                                                  | Venezuela                                                              | Qual. Mondiali 2026                                                    | Gabriel Magalhães                                                      | Cap: Casemiro                                                          |
| 17-10-2023                                                             | Montevideo                                                             | Uruguay                                                                | 2 – 0                                                                  | Brasile                                                                | Qual. Mondiali 2026                                                    | -                                                                      | Cap: Casemiro                                                          |
| 16-11-2023                                                             | Barranquilla                                                           | Colombia                                                               | 2 – 1                                                                  | Brasile                                                                | Qual. Mondiali 2026                                                    | Gabriel Martinelli                                                     | Cap: Casemiro                                                          |
| 21-11-2023                                                             | Rio de Janeiro                                                         | Brasile                                                                | 0 – 1                                                                  | Argentina                                                              | Qual. Mondiali 2026                                                    | -                                                                      | Cap: Marquinhos                                                        |
| Totale                                                                 |                                                                        | Presenze                                                               | 6                                                                      |                                                                        | Reti                                                                   | 8                                                                      |                                                                        |

## Palmarès

### Giocatore
- Campionato paulista: 2

Palmeiras: 1996
Corinthians: 1997
- Campionato Carioca: 1

Fluminense: 2002
- Campionato Mineiro: 1

Cruzeiro: 2004

### Allenatore

#### Competizioni statali
- Copa Paulista: 2

Votoraty: 2009
Paulista: 2010
- Campeonato Paulista Série A3: 1

Votoraty: 2009
- Taça Guanabara: 1

Fluminense: 2023
- Campionato Carioca: 1

Fluminense: 2023

#### Competizioni internazionali
- Coppa Libertadores: 1

Fluminense: 2023
- Recopa Sudamericana: 1

Fluminense: 2024

#### Individuale
- Allenatore sudamericano dell'anno: 1

2023